# 몰래카메라 (방송 제작 기법)
몰래카메라는 버라이어티 프로그램의 수법 중 하나이다. 프로그램 진행을 모르거나 황당한 사건을 만들어 사전에 알고있는 출연자를 제외한 출연자를 속이려는 것이다. 그렇게 해서 속아 넘어간 출연자의 반응을 보면서 재미를 만드는 촬영 수법이다.

## 역사
대한민국에서는 이경규의 몰래카메라가 일요일 일요일 밤에에서 1991년 4월에 첫 방송되었다.
원조는 미국의 1947년에 방영된 ABC 프로그램의 캔디드 카메라가 원조이다.
일본에서는 1970년에 방영된 "뭐든지 하겠습니다 쇼"의 "몰래 카메라"가 원조라고 한다.
캐나다에서는 2000년 12월 26일 "Just for Laughs"라는 축제명을 따서 Just for Laughs: Gags라는 몰래카메라를 방송하였고 그 이후 동남아시아도 제작에 참여하였다.

## 같이 보기
- 몰래촬영
- 폐쇄회로 텔레비전
- 대시캠